# Kinmei
Kinmei,  (欽明天皇?, Kinmei-tennō), che regnò col nome Amekuni Oshiharaki Hironiwa (509 – Asuka-kyō, 571), è stato il 29º imperatore del Giappone (539-571)  secondo il tradizionale ordine di successione.
È il primo sovrano del paese a cui la storiografia moderna assegna datazioni sufficientemente credibili anche se, specialmente per quanto riguarda i primi anni di regno, talvolta date ed avvenimenti si accavallano con quelli del suo predecessore, il fratellastro Senka.
Gli eventi e le date che lo riguardano sono riportate negli Annali del Giappone (日本紀?, Nihongi o Nihonshoki) e nelle Cronache degli antichi eventi (古事記?, Kojiki), testi che furono compilati all'inizio dell'VIII secolo.
Secondo i Nihongi, fu col suo regno che cominciò, nel 550, il periodo Asuka, la prima parte del periodo classico dell'antica provincia di Yamato e del Giappone, mentre secondo altre fonti tale periodo inizia nel 538, lasciando spazio all'ipotesi che il suo regno sia cominciato prima del 539.

## Biografia
Il suo nome era Amekuni Oshiharaki Hironiwa, ed era figlio dell'imperatore Keitai e dell'imperatrice consorte Tashikara. Era l'unico figlio maschio dell'imperatrice Tashikara ed il legittimo erede al trono del Crisantemo. Succedette però al fratellastro Senka, che l'aveva nominato suo erede, dopo che questi morì il 15 marzo 539. Divenne sovrano all'età di trent'anni, due mesi dopo la morte di Senka.
Kinmei non regnò con l'attuale titolo imperiale di "sovrano celeste" (tennō?, 天皇), che secondo buona parte della storiografia fu introdotto per il regno dell'imperatore Tenmu. Il suo titolo fu "grande re che governa tutto quanto sta sotto il cielo" (Sumeramikoto o Amenoshita Shiroshimesu Ōkimi?, 治天下大王), oppure anche "grande re di Yamato" (ヤマト大王/大君).
I clan dell'antica provincia di Yamato, che corrisponde all'attuale prefettura di Nara, costituirono il regno che, nel periodo Kofun (250-538), si espanse conquistando buona parte dei territori delle isole di Honshū, Kyūshū e Shikoku. A seguito di tali conquiste, ai sovrani di Yamato fu riconosciuto il titolo di "grande re" (Ōkimi?, 大王) di Yamato. Fu solo a partire dal VII secolo che il "grande regno" venne chiamato impero, ed il titolo di imperatore fu esteso a tutti i sovrani precedenti della dinastia.
Quando salì al trono, Kinmei spostò la capitale da Sakurai alla vicina Asuka-kyō, secondo la tradizione che vede di cattivo auspicio per un imperatore giapponese risiedere nello stesso palazzo del defunto predecessore, e fece costruire il palazzo imperiale Shikishima no Kanazashi (磯城嶋金刺宮). Tali località si trovavano nella provincia di Yamato, il cui territorio corrisponde a quello dell'odierna prefettura di Nara.
Un mese dopo l'investitura, sposò la principessa Iwa, figlia dell'imperatore Senka, la moglie era quindi anche sua nipote.
I suoi più influenti ministri furono:
- Otomo no Kanemura "Ōmuraji", capo del clan Nakatomi, maestro cerimoniere dei sacri riti shintoisti di corte
- Mononobe no Okoshi "Ōmuraji", capo del clan Mononobe, che aveva il controllo dell'esercito
- Soga no Iname "Ōomi" (carica equivalente a quella di primo ministro), capo del clan Soga

Mentre i Nakatomi ed i Mononobe erano devoti all'antica tradizione shintoista, i Soga, di origini coreane, erano buddhisti e si adoperarono per l'introduzione a corte della loro religione. Ciò generò una lotta per il potere tra i tre clan che sarebbe durata per oltre un secolo.
Durante il regno di Kinmei, Soga no Iname acquisì grande potere, dando in moglie al giovane sovrano due delle sue figlie, Soga no Kitashi-Hime e Soga no Oane-Hime. Queste avrebbero partorito tre dei successivi imperatori, Yōmei, Sushun e Suiko, la prima donna sovrano del Giappone.
La politica estera di quel tempo vide l'intromissione della corte di Yamato negli affari interni dei tre Regni di Corea, privilegiando il regno di Baekje, con cui fu cementata l'antica alleanza. Il sovrano di quel paese inviò statue di Buddha e testi sacri buddhisti in Giappone, che furono accolti dall'imperatore con gioia. Dopo il benestare di Soga no Iname ed i dubbi espressi dai Mononobe e dai Nakatomi, Kinmei accettò i doni e Soga no Iname fondò un tempio buddhista per ospitare gli oggetti sacri. Questo evento epocale provocò il risentimento dei Mononobe e dei Nakatomi che, approfittando di un'epidemia di peste che stava dilagando, convinsero l'imperatore che l'accettazione del buddhismo aveva risvegliato l'ira delle divinità shintoiste, e questi fece gettare in mare le statue e incendiare il tempio.
Tali eventi non modificarono la stima di Kinmei per Iname, che conservò la carica di Ōomi e continuò ad essere uno degli uomini più fidati del sovrano. Negli anni a seguire si intensificarono gli sforzi bellici giapponesi in Corea a difesa degli alleati di Baekje e di Gaya dagli attacchi dei regni di Goguryeo e Silla. Gran parte degli eventi del regno di Kinmei sono relativi alle guerre, alle successive riappacificazioni ed ai rapporti diplomatici con i regni coreani.
Kinmei morì nell'estate del 571 nel suo palazzo imperiale, e lasciò il regno al figlio Nunakura no Futotamashiki, che aveva nominato erede al trono e sarebbe diventato l'imperatore Bidatsu. Secondo i Nihongi, Kinmei venne sepolto nel mausoleo Hinokuma no saki Ai no misasagi a lui dedicato, che si trova a Nara.

## Discendenza
Secondo i Nihongi, Kinmei ebbe sei mogli e 25 figli, 16 maschi e 9 femmine, mentre secondo i Kojiki ebbe 5 mogli. Le prime tre erano figlie del fratellastro Senka e altre due erano figlie dell'Ōomi Soga no Iname
- Principessa Ishi-Hime (o Iwa-hime), figlia di Senka e dell'imperatrice consorte Tachibana no Nakatsu, divenne imperatrice consorte nel 540 e gli diede tre figli:
  - Principe Yata no Tamakatsu no Oe
  - Principe Nunakura Futotama-Shiki, nato nel 538, che divenne il suo successore, l'imperatore Bidatsu
  - Principessa Kasanui
- Principessa Kura Wayaka-Hime, figlia di Senka e di Tachibana no Nakatsu, fu la seconda consorte e gli diede un figlio:
  - Principe Iso no Kami
- Principessa Hikage, figlia di Senka e di una consorte minore, fu la sua terza consorte e gli diede un figlio:
  - Principe Kura
- Soga no Kitashi Hime, figlia di Soga no Iname, divenne la sua quarta consorte e gli diede 13 figli:
  - Principe Tachibana no Toyohi no Mikoto, detto anche Oe o Ikebe, che divenne l'imperatore Yomei
  - Principessa Ihane-hime
  - Principe Atori
  - Principessa Nukatabe, che sarebbe divenuta la prima sovrana donna del Giappone, l'imperatrice Suiko
  - Principe Maroko
  - Principessa Ohoyake
  - Principe Iso no Kami Be
  - Principe Yamashiro
  - Principessa Ohotomo o Ohomata
  - Principe Sakurawi
  - Principessa Katano
  - Principe Tachibana Moto no Wakugo
  - Principessa Toneri
- Soga no Oane hime, figlia di Soga no Iname, divenne la sua quinta consorte e gli diede cinque figli:
  - Principe Mubaragi
  - Principe Katsuraki
  - Principessa Hasetsukabe no Anahobe no Hashihito, che divenne consorte dell'imperatore Yomei
  - Principe Amatsukabe Anahobe
  - Principe Hatsusebe, che sarebbe diventato l'imperatore Sushun
- Nukako no Iratsume, figlia di Kasuga no Hifuri no Omi, fu la sua sesta consorte e gli diede 2 figli:
  - Principessa Kasuga no Yamada no Iratsume
  - Principe Tachibana no Maro